# الاستدامة الحسابية

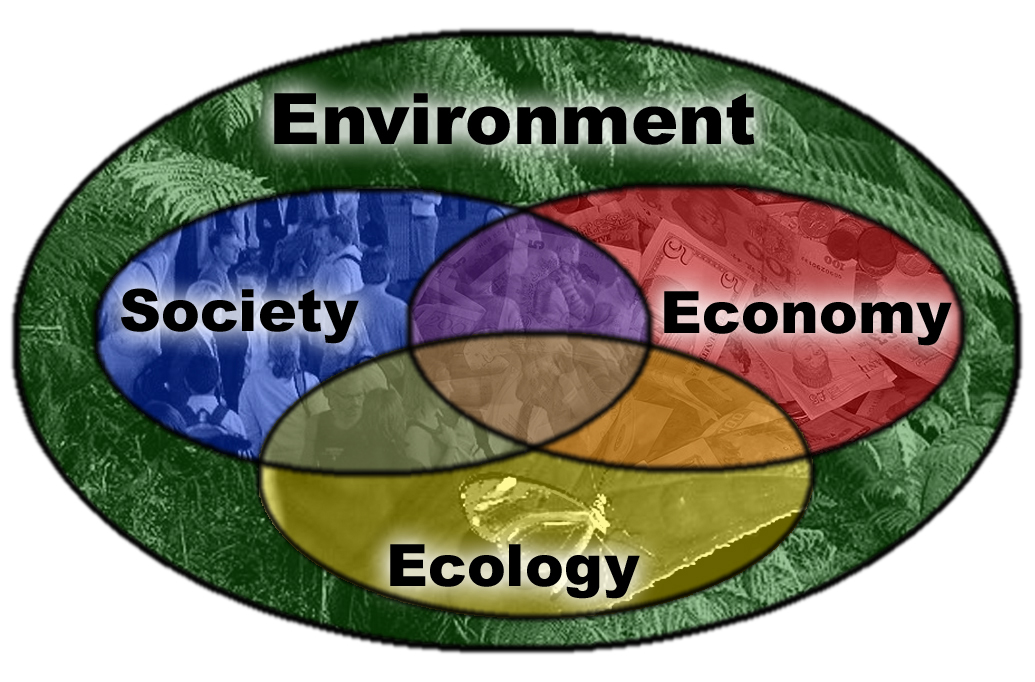

الاستدامة الحسابية هو مجال واسع يحاول تحسين الموارد الاجتماعية والاقتصادية والبيئية باستخدام طرق من الرياضيات وحقول علوم الحاسوب. الاستدامة في هذا السياق هي القدرة على إنتاج الطاقة الكافية للعالم لدعم أنظمته البيولوجية باستخدام طاقة أجهزة الكمبيوتر لمعالجة كميات كبيرة من المعلومات، تقوم خوارزميات صنع القرار بتخصيص الموارد استنادًا إلى المعلومات في الوقت الحقيقي.
والتطبيقات منتشرة على نطاق واسع. تعمل الشبكات الذكية على تنفيذ الموارد المتجددة وقدرات التخزين للتحكم في إنتاج الطاقة وإنفاقها. ويقوم نظام النقل الذكي بتحليل ظروف الطريق ونقل المعلومات إلى السائقين حتى يتمكنوا من اتخاذ قرارات أكثر ذكاءً بناءً على معلومات المرور في الوقت الحقيقي.

## النقل
تسعى أنظمة النقل الذكية (HIS) إلى تحسين أوقات السلامة والسفر مع تقليل انبعاثات غازات الاحتباس الحراري لجميع المسافرين، مع التركيز بشكل أساسي على السائقين. وهو يضم نظامين: أحدهما لجمع/ترحيل البيانات، والآخر لمعالجة البيانات. يمكن جمع البيانات بواسطة كاميرات الفيديو عبر المناطق المزدحمة، وأجهزة الاستشعار التي تكتشف القطع المختلفة من موقع مركبات معينة إلى البنية التحتية التي تنهار، وحتى السائقين الذين يلاحظون وقوع حادث ويستخدمون تطبيقًا متنقلاً، مثل Waze، للإبلاغ عن مكان تواجده.
تهدف أنظمة النقل العام المتقدمة (APT) إلى جعل وسائل النقل العام أكثر كفاءة وراحة لراكبي الدراجات. تسمح طرق الدفع الإلكترونية للمستخدمين بإضافة المال إلى بطاقاتهم الذكية في المحطات وعبر الإنترنت. تقوم أجهزة APT (أجهزة العرض المتقدمة) بترحيل المعلومات إلى مرافق النقل حول مواقع السيارات الحالية لإعطاء الركاب أوقات انتظار متوقعة على الشاشات في المحطات وإلى الهواتف الذكية للعملاء مباشرة. تجمع أنظمة إدارة حركة المرور المتقدمة (ATM) المعلومات باستخدام الكاميرات وأجهزة الاستشعار الأخرى التي تجمع المعلومات المتعلقة بكيفية ازدحام الطرق. تنظم عدادات المنحدرات عدد السيارات التي تدخل الطرق السريعة للحد من عمليات النسخ الاحتياطي. تستخدم إشارات المرور الخوارزميات لتحسين أوقات السفر حسب عدد السيارات على الطريق. معلومات مرحل إشارات الطرق السريعة الإلكترونية فيما يتعلق بأوقات السير، أو المنعطفات والحوادث التي قد تؤثر على قدرة السائقين على الوصول إلى وجهتهم.
ومع تزايد إمكانية الاتصال بالمستهلكين، لا تحتاج هذه الشركات إلى بنية أساسية أقل لاتخاذ قرارات مدروسة. تستخدم خرائط جوجل ميزة البحث الجماعي عن الهواتف الذكية للحصول على معلومات حول ظروف حركة المرور في الوقت الحقيقي، مما يسمح للسائقين باتخاذ القرارات استنادًا إلى الطرق التي يتم فيها تحصيل الرسوم وأوقات السفر والمسافة الإجمالية المقطوعة. وتتواصل السيارات مع مصنعها لتثبيت تحديثات البرامج عن بُعد عند إضافة ميزات جديدة أو تصحيح الأخطاء. حتى أن هذه المعلومات لا تحتاج إلى وسائل نقل هذه المعلومات.
وفي المستقبل سوف تساعد أجهزتها في الاتصال بالسيارات، ليس فقط مع البنية الأساسية، بل وأيضاً مع السيارات الأخرى

## المرافق العامة
تم تصميم الشبكة الكهربائية لإرسال كهرباء المستهلكين من مولدات الكهرباء مقابل رسوم شهرية على أساس الاستخدام. يقوم مالكو المنازل بتركيب الألواح الشمسية والبطاريات الكبيرة لتخزين الطاقة التي تخلقها هذه الألواح. ويجري إنشاء شبكة ذكية لاستيعاب مصادر الطاقة الجديدة. وبدلاً من مجرد إرسال الكهرباء إلى الأسر التي تستهلكها مختلف الأجهزة المنزلية، فإن الكهرباء من الممكن أن تتدفق في أي من الاتجاهين. تعمل المستشعرات الإضافية على طول الشبكة على تحسين جمع المعلومات وتقليل وقت التوقف عن العمل أثناء انقطاع الطاقة. كما يمكن أن تقوم أجهزة الاستشعار هذه بترحيل المعلومات مباشرةً إلى المستهلكين حول كمية الطاقة التي يستخدمونها والتكاليف التي سيتكلفونها.